# Керкмен (Айова)
Керкмен (англ. Kirkman) — місто (англ. city) в США, в окрузі Шелбі штату Айова. Населення — 56 осіб (2020).

## Географія
Керкмен розташований за координатами 41°43′41″ пн. ш. 95°16′2″ зх. д. / 41.72806° пн. ш. 95.26722° зх. д. (41.728056, -95.267288).  За даними Бюро перепису населення США в 2010 році місто мало площу 0,73 км², уся площа — суходіл.

## Демографія
Згідно з переписом 2010 року, у місті мешкали 64 особи в 33 домогосподарствах у складі 23 родин. Густота населення становила 88 осіб/км².  Було 37 помешкань (51/км²).
Расовий склад населення:
| - 96,9 % — білих - 1,6 % — вихідців з тихоокеанських островів - 1,6 % — осіб інших рас |

До двох чи більше рас належало 0,0 %. Частка іспаномовних становила 3,1 % від усіх жителів.
За віковим діапазоном населення розподілялося таким чином: 10,9 % — особи молодші 18 років, 73,5 % — особи у віці 18—64 років, 15,6 % — особи у віці 65 років та старші. Медіана віку мешканця становила 56,5 року. На 100 осіб жіночої статі у місті припадало 128,6 чоловіків;  на 100 жінок у віці від 18 років та старших — 128,0 чоловіків також старших 18 років.
Середній дохід на одне домашнє господарство  становив 43 508 доларів США (медіана — 45 750), а середній дохід на одну сім'ю — 58 147 доларів (медіана — 54 375). За межею бідності перебувало 16,7 % осіб, у тому числі 0,0 % дітей у віці до 18 років та 0,0 % осіб у віці 65 років та старших.
Цивільне працевлаштоване населення становило 37 осіб. Основні галузі зайнятості: освіта, охорона здоров'я та соціальна допомога — 24,3 %, науковці, спеціалісти, менеджери — 16,2 %, виробництво — 16,2 %.